# Uta von Naumburg

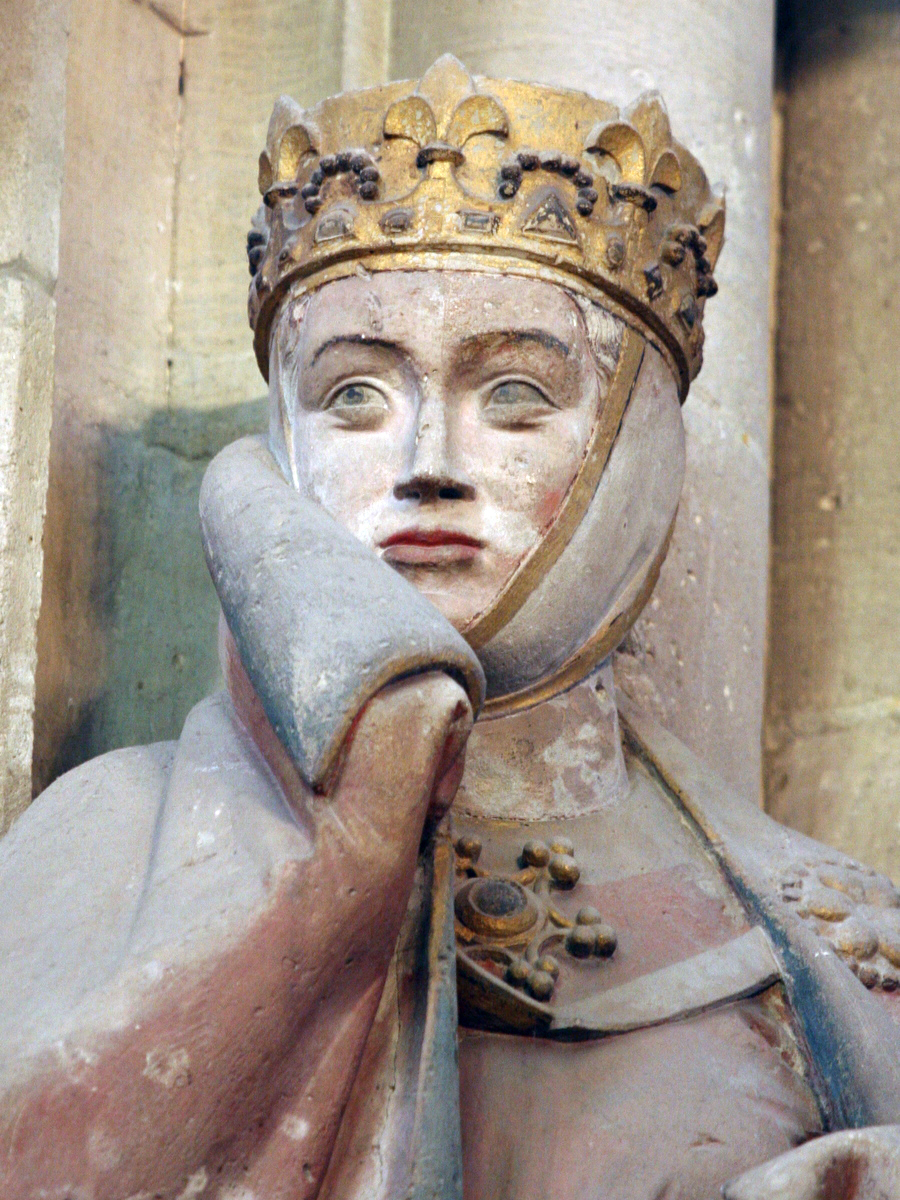
Statue Utas im Naumburger Dom

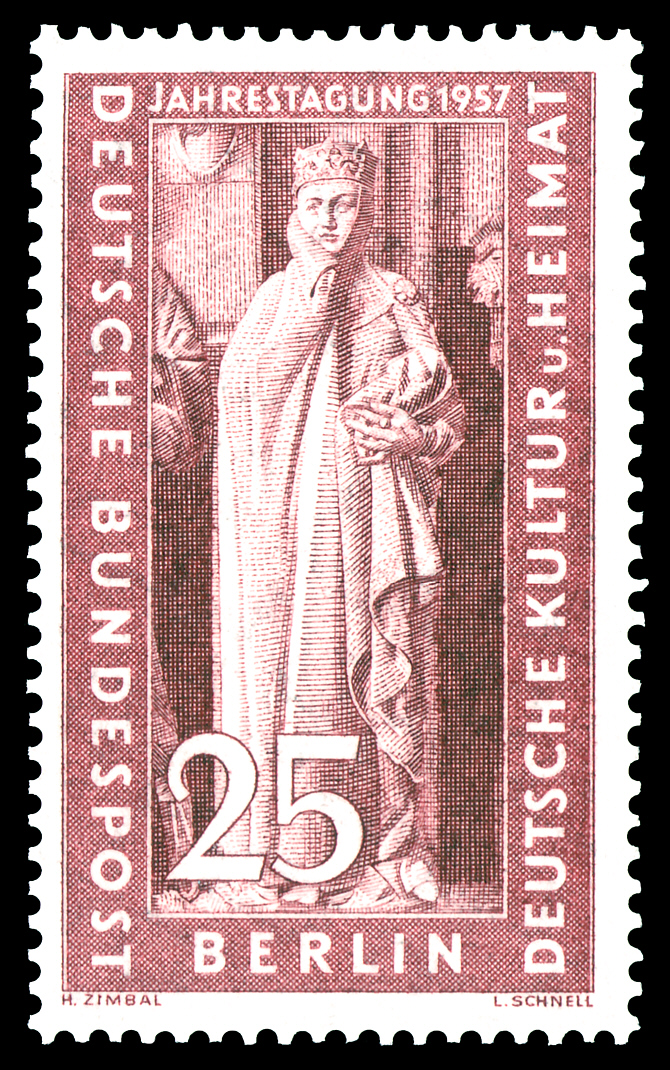
Ganzkörperbild der Statue Utas, Briefmarke der Bundespost Berlin, 1957

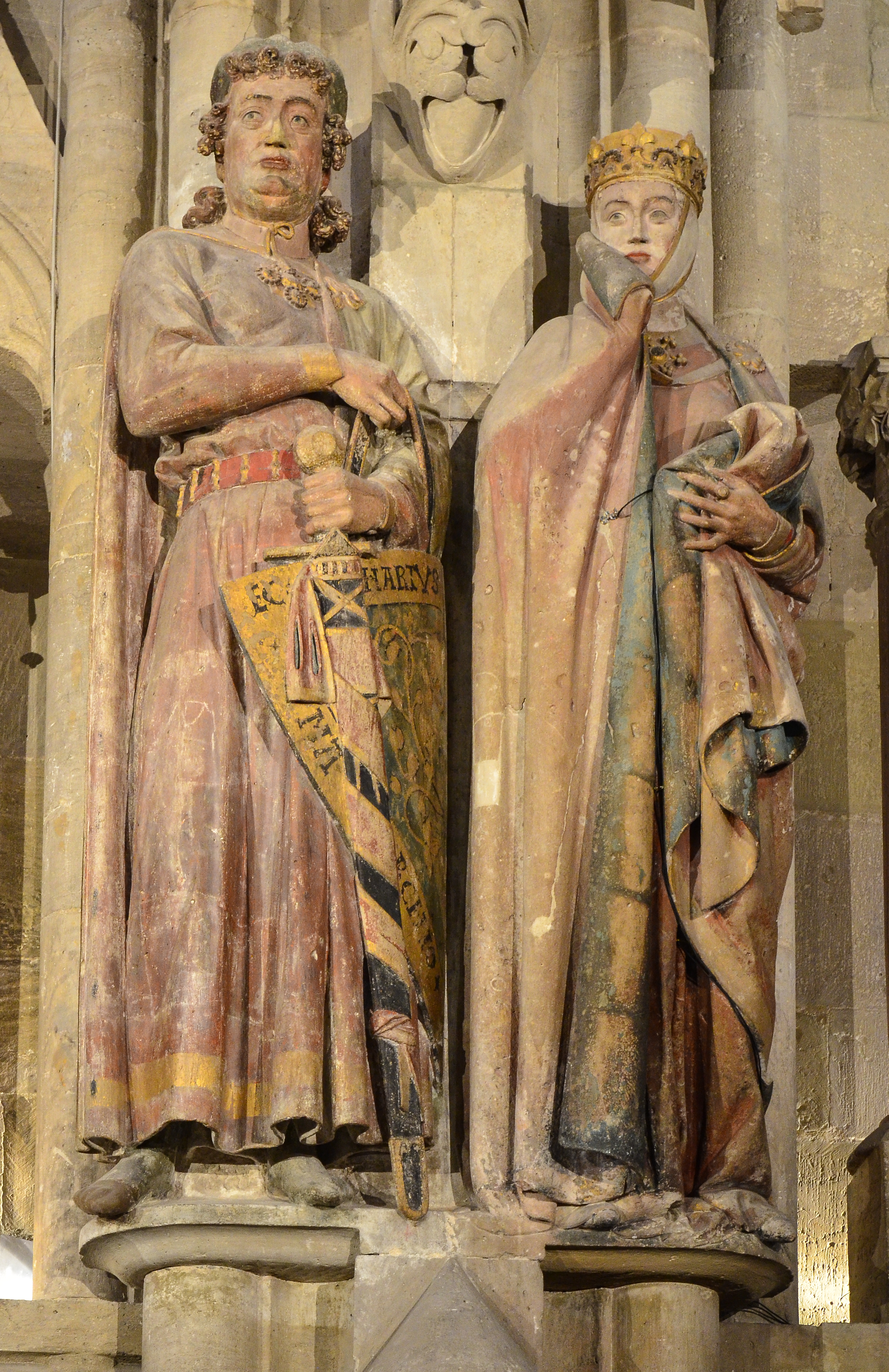
Ganzansicht: Ekkehard II. von Meißen und Uta von Ballenstedt

Die Uta von Naumburg genannte Statue ist eines der bedeutendsten plastischen Bildwerke der deutschen Gotik. Die farbig gefasste Steinfigur wurde Mitte des 13. Jahrhunderts vom so genannten Naumburger Meister geschaffen und befindet sich im durch den Lettner abgetrennten Westchor des Naumburger Doms. Es handelt sich um eine der zwölf Stifterfiguren einer frühen Kapelle, um die der neue Dom im 13. Jahrhundert gebaut wurde.

## Die Figur
Die Skulptur wurde in der Regel als Darstellung der Uta von Ballenstedt (1000?–1046) angesehen, der Ehefrau des Markgrafen Ekkehard II. von Meißen. Aufgrund der für eine Markgräfin untypischen Krone und der Trageweise des Mantels ist das mehrfach angezweifelt worden.
Die zu dieser Zeit bereits seit über zweihundert Jahren verstorbenen Kirchenstifter stehen als großartig individuell charakterisierte Persönlichkeiten in einem Halbkreis zusammen. Die künstlerische Sprache ist der Höhepunkt einer Entwicklung, die um 1200 einsetzte und bestrebt war, die schablonenhafte Typenhaftigkeit der Romanik zu überwinden, und zwar vor allem durch Steigerung individueller Merkmale, besonders durch die Bewegung der Figuren. All das findet in den Naumburger Stifterfiguren seinen krönenden Abschluss. Zu der für ihre Zeit revolutionären Idee, im besonderen Bereich des Chores nicht heilige, sondern weltliche Personen darzustellen, kommt die neue künstlerische Form.
Der Weg der Naumburger Hütte lässt sich bis nach Meißen verfolgen. Vor allem die singuläre, völlig neuartige Gestalt der Uta wurde in der Kunstgeschichte als eine der genialsten Schöpfungen der deutschen Bildhauerkunst berühmt. Der bis zur halben Gesichtshöhe schützend hochgezogene Mantelkragen, der von innen durch die rechte Hand gehalten wird und von dem aus lange, senkrecht bis zum Boden hinunter sinkende Gewandfalten ausgehen, während die linke Hand wie zur eigenen Sicherung den anderen Mantelteil an sich zieht und damit ein wunderbares Bewegungsmotiv schafft, all das war als psychologisches Motiv neu und brachte schlagartig eine neue seelische Grundsituation in die deutsche Plastik ein: die schutzsuchende edle Frau, die noch in der Handlung der eigenen Absicherung nach außen absolute Souveränität ausstrahlt.

## Rezeption
Gegen Ende des 19. Jahrhunderts mit der aufkommenden Fotografie und der Publikation von illustrierten Führern zur deutschen Kunstgeschichte rückte die Figur der Uta in eine zentrale Position. Sie wurde im Kreis der 12 Stifter (Gerburg, Konrad, Hermann, Regelindis, Dietmar, Sizzo, Wilhelm, Timo, Ekkehard, Gepa und Dietrich) besonders hervorgehoben, so dass sie namentlich breiten Kreisen vertraut wurde. Einen Höhepunkt erreichte ihre Verehrung im Nationalsozialismus, wo man sie zum vermeintlichen Ausdruck reiner deutscher Gesinnung und typisch deutschen weiblichen Wesens stilisierte. Als Tonfiguren für den privaten Haushalt wurde sie oft zusammen mit dem Bamberger Reiter aufgehängt, Ikonen der Idealvorstellungen vom deutschen Mann und der edlen deutschen Frau.
Umberto Eco würdigt Uta von Naumburg in besonderer Weise. In einem Interview für die Süddeutsche Zeitung sagte er:
„Wenn Sie mich fragen, mit welcher Frau in der Geschichte der Kunst ich essen gehen und einen Abend verbringen würde, wäre da zuerst Uta von Naumburg.“
In der um 2006 entstandenen Erzählung Figurenstehen (ursprünglich als Kapitel in seinem Werk Beim Häuten der Zwiebel geplant) beschreibt der Schriftsteller Günter Grass eine rund 20-jährige Obsession bezüglich der Figur Utas von Naumburg, die ihren Anfang anlässlich einer Besichtigung im Naumburger Dom bei einer Lesereise Grass’ mit seinem Roman Die Rättin 1986 in der damaligen DDR nahm.